# 全国独立人士与农民中心
全国独立人士与农民中心（法語：Centre national des indépendants et paysans，發音：[sɑ̃tʁ nasjɔnal dez‿ɛ̃depɑ̃dɑ̃ e peizɑ̃]，简称CNIP）是法国右翼农本主义政党。其前身全国独立人士中心（Centre national des indépendants，简称CNI）成立于1949年，后于1951年与农民党和自由共和党合并，改为现名。1954年，共和与社会行动与民主联盟并入该党。
该党是法兰西第四共和国的主要政党之一，著名人物有法国总统勒内·科蒂、总理安托万·比内和保罗·雷诺。该党支持戴高乐重新掌权，但在1962年与戴高乐决裂，致使瓦莱里·吉斯卡尔·德斯坦及其周围人士出走并另立独立共和主义者党。20世纪80年代初，该党迅速衰落。